# Elizeu Ferreira Marciano
Elizeu Ferreira Marciano (sinh ngày 21 tháng 10 năm 1979) là một cầu thủ bóng đá người Brasil.

## Sự nghiệp câu lạc bộ
Elizeu Ferreira Marciano đã từng chơi cho Yokohama FC, Vegalta Sendai và Tokushima Vortis.